# Björn Engelmann
Björn Engelmann, född 20 juni 1958, är en svensk ljudtekniker inriktad på mastering.
Engelmann läste vid fyraårigt tekniskt gymnasium varefter han fick anställning som tekniker på Sveriges Radio. Han arbetade sedan ett tag på Polar Studios där han lärde sig vinylgravering. 1985 började han arbeta med för den Stockholmsbaserade masteringstudion Cutting Room Studios där han 1991 blev delägare. Sedan 1999 är han ensam ägare till studion som numera är inhyst i Apoteket Stenbockens gamla lokaler i närheten av Sankt Eriksplan.
Engelmann har genom åren mastrat tusentals utgivningar från svenska och nordiska bolag.
2017 vann Engelmann hederspriset MVP på Denniz Pop Awards, dels för sin påverkan på så många artisters och producenters sound, dels för sin oerhört stora roll i Musiksveriges internationella framgångar. 